# Tân Thành, Tân Thạnh
Tân Thành là một xã thuộc huyện Tân Thạnh, tỉnh Long An, Việt Nam.
Xã Tân Thành có diện tích 27,72 km², dân số năm 1999 là 6566 người, mật độ dân số đạt 237 người/km².

## Ảnh

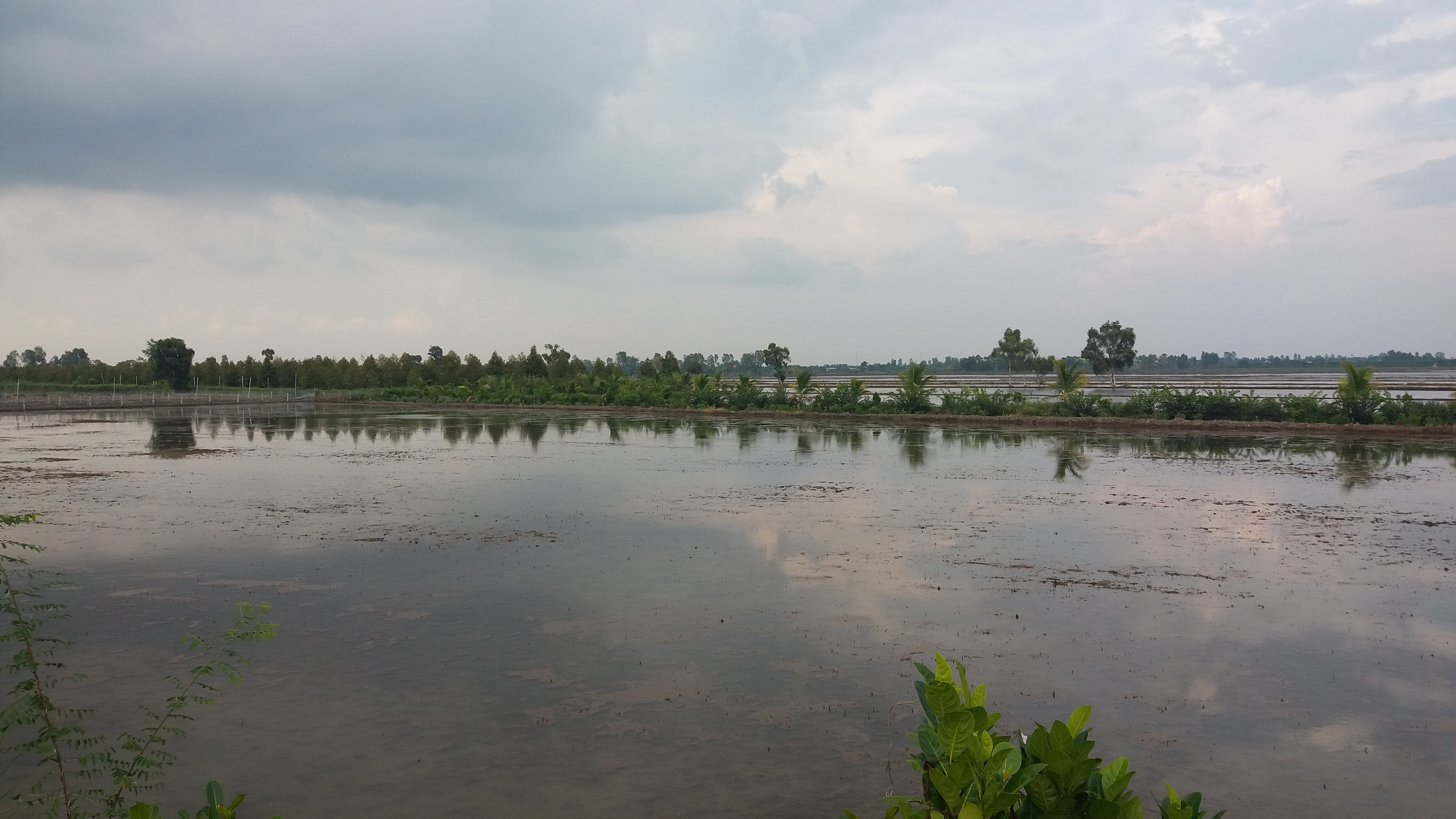
Một cánh đồng trong xã